# Passagers (album)
Pour les articles homonymes, voir Passagers.
Passagers est un album du groupe de musique québécois Beau Dommage sorti en 1977.
Capitol ST-70.055 [V], 4XL56355 [cassette], CDL-56355 [CD]

## Pistes
| No | Titre                            | Auteur                                                 | Durée |
| -- | -------------------------------- | ------------------------------------------------------ | ----- |
| 1. | Rouler la nuit                   | Pierre Huet/Robert Léger/Pierre Bertrand/Michel Hinton | 3:50  |
| 2. | Le Vent du fleuve                | Michel Rivard                                          | 4:30  |
| 3. | L'Histoire de Jean               | Pierre Huet/Pierre Bertrand/Michel Hinton              | 3:05  |
| 4. | Le Cœur endormi                  | Marie-Michèle Desrosiers                               | 4:52  |
| 5. | Le Passager de l'heure de pointe | Pierre Huet/Michel Rivard                              | 4:11  |
| 6. | Hockey                           | Pierre Bertrand/Monique Gignac/Pierre Lord             | 3:33  |
| 7. | Le Vent d'la ville               | Pierre Huet/Pierre Bertrand/Michel Hinton              | 4:00  |
| 8. | Lettre d'amour                   | Pierre Huet/Michel Rivard                              | 3:07  |
| 9. | Le Voyageur                      | Robert Léger                                           | 2:30  |